# Blaise Dubruel
Pour les articles homonymes, voir Dubruel.
Blaise Dubruel, né le 12 février 1740 à Prayssac et décédé le 5 septembre 1820 à Prayssac, est un magistrat et homme politique français.

## Biographie
Blaise Dubruel est le fils de Gaspard Dubruel, juge royal de Prayssac, et de  Catherine Bonamie Duroc, dame de Maurouse.
Avocat au Parlement et juge de Prayssac, il fut l'un des subdélégués de l'intendant de la généralité de Montauban et l'un des rédacteurs des cahiers de doléances de sa commune.
Il entra au Corps législatif le 10 août 1810, par le choix du Sénat conservateur, et y siégea jusqu'à la fin de l'Empire. Il vota pour la déchéance de l'empire.
Fait chevalier de la Légion d'honneur le 26 octobre 1814, il sera membre du conseil d'arrondissement de Cahors.
Marié à Antoinette Lapeyrière en 1773 à Cahors, il est le grand-père de Blaise-Gaspard Dubruel, agent de change, préfet, puis député du Lot-et-Garonne et consul général de France à Genève.

## Sources
- « Blaise Dubruel », dans Adolphe Robert et Gaston Cougny, Dictionnaire des parlementaires français, Edgar Bourloton, 1889-1891 [détail de l’édition]